# Artemisia verlotiorum
Armoise de Chine, Armoise des frères Verlot
Espèce
L'Armoise de Chine (Artemisia verlotiorum Lamotte), également appelée « Armoise des frères Verlot », est une espèce de plante à fleurs de la famille des Astéracées. Elle croit dans les friches. Originaire de Chine, elle est désormais présente sur tous les continents.

## Caractéristiques

### Description de l'espèce
- Plante vivace (hémicryptophyte), dressée, haute de (60) 100-150 (250) cm, formant des colonies (souche traçante, non cespiteuse)[1],[2].
- Appareil végétatif : tiges ramifiées seulement dans la partie fleurie, feuilles alternes, simples, 1 (à 2) fois pennatiséquées mais à segments jamais ou rarement dentés, vertes au dessus, gris-blanches tomenteuses en dessous, système racinaire accompagné de stolons traçants.
- Appareil reproducteur : fleurs minuscules (3,5-5 mm) réunies par ~ 15-25 en capitules de très petite taille, formant une synflorescence compacte, unilatérale, largement feuillée. Fruits : des akènes.

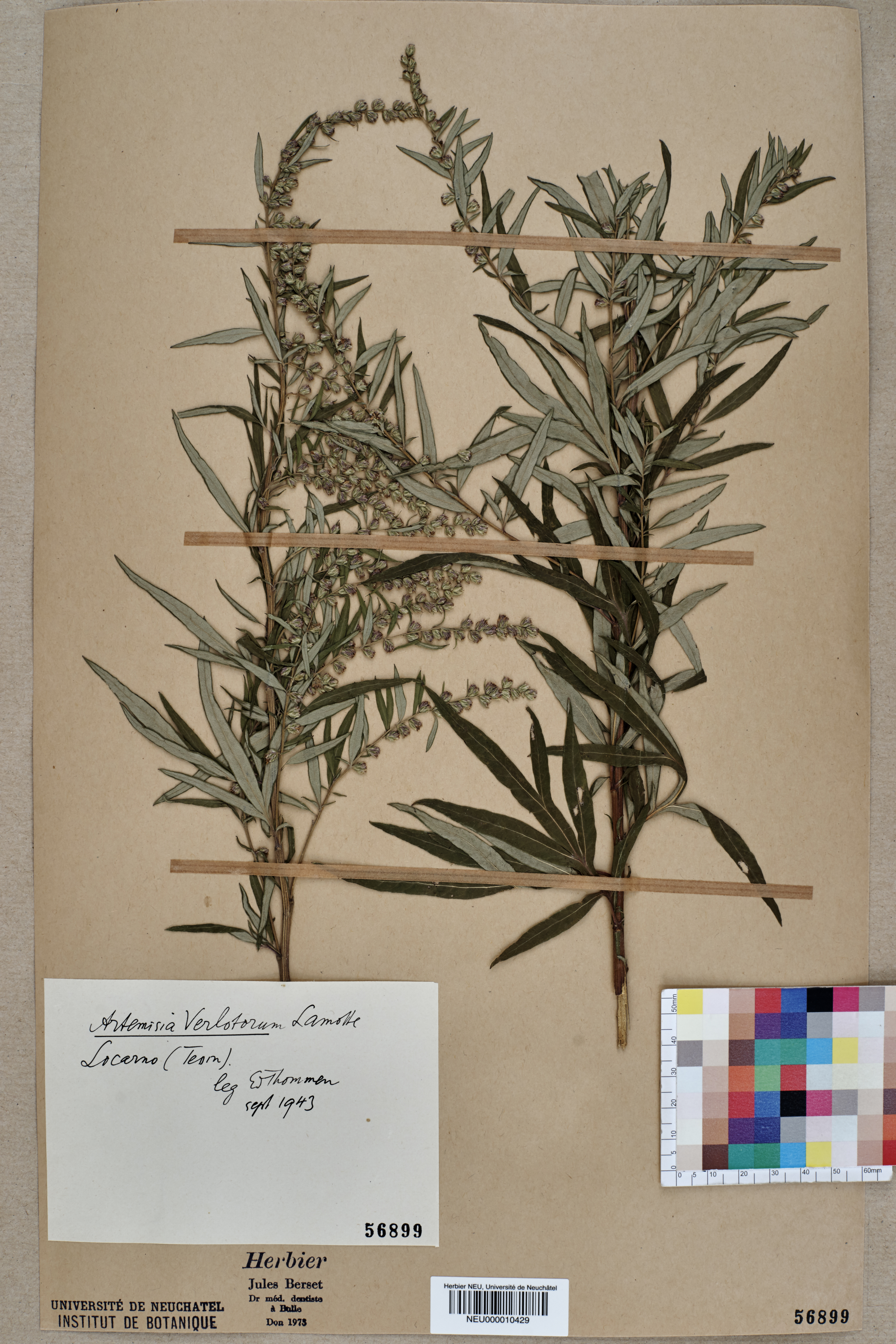
Planche d'herbier.

### Distinction avec les espèces proches
L'Armoise de Chine ressemble à l'Armoise commune (Artemisia vulgaris), ainsi qu'à des espèces originaires d'Asie orientale  Artemisia selengensis Turcz. et Artemisia lavandulifolia DC.,.
- On la distingue de l'Armoise commune par son port en colonie (vs. en touffe), sa floraison automnale (vs. estivale), ses tiges ramifiées seulement dans les parties fleuries (vs. ramifiées dès les parties végétatives), ses feuilles a odeur aromatique[4] douce[1] (à forte[2]) par froissement (vs. sans[1] ou à légère[2] odeur aromatique) et à segments non ou rarement dentés (vs. feuilles à segments irrégulièrement mais nettement dentés), bractées de l'involucre dépassant le capitule (vs. ne le dépassant pas)[1],[5],[6].
- Artemisia selengensis Turcz. se distingue d'A. verlotiorum : "par ses feuilles médianes à segments dentés en scie et par ses capitules redressés à l'anthèse"[1].
- Artemisia lavandulifolia DC. se distingue d'A. verlotiorum par : "sa pilosité [plus développée (tige aranéeuse-blanchâtre (...))], mais à port très semblable à A. verlotiorum, à l'exception des feuilles inférieures à segments entiers et peu nombreux comme les médianes"[1].

### Caractéristiques chimiques et toxicité
L'huile essentielle obtenue par distillation de l'Armoise de Chine serait composée majoritairement par des α-thuyone. Les autres composants bien représentés seraient : des β-thuyone, des 1,8-cinéole et des β-caryophyllène,,. La thuyone est toxique à haute dose et peut causer des dermatites de contact.

## Taxonomie et classification
Artemisia verlotorum a été décrite par le botaniste français Martial Lamotte en 1876 dans les "Comptes-rendus" de l'Association française pour l'avancement des sciences,. Cette publication originale utilise l'orthographe correcte de l'épithète spécifique : verlotorum (sans "i"), largement en usage jusqu'au milieu du XXe siècle,.
En 2014 Trautmann rappelle que l'orthographe correcte devrait être verlotorum (et non "verlotiorum", orthographe malheureusement fréquemment utilisée).

### Synonymes
- Artemisia selengensis auct.[1],[2] [non Turcz. ex Bess., 1834]
- Artemisia umbrosa Verlot, 1875 [non Turcz.]
- Artemisia vulgaris var. verlotorum (Lamotte) Battandier & Trabut 1902
- Artemisia vulgaris subsp. verlotorum (Lamotte) Coste 1906

Pampanini et après lui Brenan expliquent que A. verlotorum a longtemps été confondue avec A. selengensis Turcz. ex Bess. 1834.
Lorsque Jean Baptiste Verlot (es) découvre la plante en 1873 à Grenoble, il s'y réfère en doutant comme à Artemisia umbrosa Turcz. La même année Martial Lamotte l'observe à Clermont-Ferrand et en donne une description détaillée, rejetant les synonymies avec A. selengensis Turcz. et A. umbrosa Turcz..
Malgré les travaux importants de Lamotte puis de Pampanini, en 1902 les botanistes algériens Battandier et Trabut considèrent ce taxon comme une variété de l'Armoise commune : A. vulgaris var. verlotorum dans leur "Flore de l'Algérie et de la Tunisie". Et en 1922 Gaston Bonnier la considère comme une sous-espèce de cette même plante : A. vulgaris subsp. verlotorum.
En 2000 les botanistes anglais James et Stace décrivent l'hybride entre Artemisia vulgaris et A. verlotiorum : A. x wurzellii.

### Étymologie
L'épithète spécifique verlotorum / "verlotiorum" rend hommage, à Jean Baptiste Verlot, jardinier en chef et directeur du jardin botanique de Grenoble et à son frère Bernard Verlot, chef de culture au Jardin des Plantes de Paris.
L'épithète spécifique "selengensis" se réfère à la rivière Selenga, près de la ville de Selenginsk dans la Transbaikalie.

### Noms dans d'autres langues
- en allemand : Verlotscher Beifuß[20]
- en anglais : Artemisia verlotiorum[17]
- en chinois : 南艾蒿 (pinyin : nan ai hao)[5]

## Écologie

### Origine et distribution
D'après Pampanini,, la plante serait originaire du Sud-Ouest de la Chine (il cite les provinces du Si-kang et du Sze-chwan, actuelles régions du Tibet et du Sichuan, ainsi que le Shensi). En 2019, la Flora of China la donne présente sur l'ensemble des provinces côtières et du centre, mais pas au Tibet ni dans le Nord. Elle est aujourd'hui largement répandue de par le monde : en Asie : au Népal, en Chine, au nord de l'Inde, en Indonésie, au Japon, en Corée du Sud, en Malaisie, au Sri Lanka et en Thaïlande, en Afrique du Nord, en Amérique (du Nord comme du Sud), en Europe occidentale et centrale et en Océanie,.
L'Armoise de Chine est considérée comme envahissante en Bosnie-Herzégovine, en Croatie, en Espagne (elle n'est toutefois pas listée parmi les espèces envahissantes officiellement reconnues dans ce pays), en Italie, au Monténégro, en Slovénie et en Suisse. En France elle semble envahissante surtout dans la région méditerranéenne.

### Habitat
Cette espèce se rencontre généralement dans les friches vivaces eutrophiles, préférentiellement sur sols légers (sables et graviers). Elle est souvent donnée comme une rudérale des bords des routes et des rivières,,, appréciant les substrats dérangés. Elle nécessite un bon ensoleillement (héliophile), un climat tempéré plutôt chaud (subatlantique, thermophile) et une certaine humidité du sol (mésohygrocline à mésohygrophile).
En phytosociologie synusiale intégrée elle participe à caractériser les friches vivaces mésoxérophiles médio-européennes de l'ordre de Onopordetalia acanthii.
Parmi les milieux naturels de Suisse, on la trouve surtout entre la basse altitude et l'étage subalpin dans l'Arction (reposoirs à bétail de basse altitude) des Alpes du sud, Valais, Tessin et Grisons. Elle est dispersée dans les lieux incultes et les voies ferrées. Elle interfère aussi avec l'agriculture.

### Reproduction
Plante hermaphrodite, à fleurs très petites s'épanouissant en automne, pollinisées par le vent (anémogamie), produisant - là où les conditions climatiques le permettent - des akènes dispersés par gravité à proximité du pied mère (barochorie). En Angleterre le froid arrivant durant la floraison, il y coupe court et empêche la formation des akènes, même en Italie leur formation semble très limitée. La plante se multiplie également de manière végétative par ses stolons,.

### Interactions avec d'autres organismes
Dans une étude sur la possibilité de contrôle biologique de l'Ambroisie à feuilles d'Armoise, il a été observé que l'Armoise de Chine est une plante hôte secondaire d'une espèce de chrysomèle baptisée Ophraella communa.
Dans une étude au sujet de la réaction de certaines plantes exotiques envahissantes à l'abroutissement par les herbivores (en l’occurrence la Noctuelle du chou et la Noctuelle méditerranéenne), les chercheurs ont constaté que l'Armoise de Chine ne semble pas résister à l'abroutissement, mais le compense par une très forte production de biomasse.

### Impact des humains sur les populations sauvages
Étant donné le caractère d'exotique envahissante de la plante et les milieux dans lesquels elle se développe (friches, bords des routes), l'activité humaine semble lui être favorable.

#### Bases taxinomiques
- (en) JSTOR Plants : Artemisia verlotiorum  (consulté le 10 novembre 2019)
- (en) Catalogue of Life : Artemisia verlotiorum Lamotte (consulté le 26 décembre 2020)
- (en) GRIN : espèce Artemisia verlotiorum Lamotte (consulté le 10 novembre 2019)
- (fr) INPN : Artemisia verlotiorum Lamotte, 1876 (TAXREF)  (consulté le 10 novembre 2019)
- (en) NCBI : Artemisia verlotiorum (taxons inclus) (consulté le 10 novembre 2019)
- (fr) Tela Botanica (France métro) : Artemisia verlotiorum
- (en) The Plant List : Artemisia verlotiorum Lamotte  (source : Global Compositae Checklist) (consulté le 28 septembre 2015)
- (en) Tropicos : Artemisia verlotiorum Lamotte  (+ liste sous-taxons) (consulté le 28 septembre 2015)